# Vlada Milić
Mr Vlada Milić (Beograd, 2. јanuar 1964.), autor i pripovedač. U svojim tekstovima i knjigama obrađuje teme iz pravne oblasti, turizma i istorije Gradske opštine Savski venac. Kao samostalni savetnik radi u lokalnoj samoupravi svoju ljubav prema istoriji realizovao je preko monografije "Istorijski azbučnik Savskog venca". Pored ove knjige, uređuje i objavljuje video priloge na You Tube kanalu "Savski venac, priče iz prošlosti" i istorijske tekstove na Fejsbuk grupi "Istorijski azbučnik Savskog venca".

## Biografija
U Beogradu je završio osnovnu i srednju školu. Diplomirao je na odseku za agroekonomiju na Poljoprivrednom fakultetu u Zemunu. Magistrirao je na Pravnom fakultetu za privredu i pravosuđe u Novom Sadu.
Zamenik predsednika Gradske opštine Savski venac bio je u periodu 2008-2012. godine.
Pored tekstova koje je objavljivao u časopisima Menadžment u hotelijerstvu i turizmu i Radno-pravnom savetniku, objavio je i dve knjige iz oblasti pravnih nauka i istorije.

## Bibliografija
Prvi tekst u vezi Savskog venca “Kulturno istorijsko nasleđe gradske opštine Savski venac kao osnova za razvoj turizma” objavljuje 2014. godine u časopisu “Menadžment u hotelijerstvu i turizmu”.
Kao koautor objavljuje tekstove iz pravne oblasti u časopisu “Radno-pravni savetnik”:
Dr Žarko Anđelković, Milica Stojanović, mr Vlada Milić, Novine u Zakonu o trgovini, Radno-pravni savetnik, br. 1, Beograd, 2014.
Dr Žarko Anđelković, mr Vlada Milić, Pojam i značaj robnih rezervi, Radno-pravni savetnik, br. 2, Beograd, 2014.
Dr Žarko Anđelković, Nada Janković, mr Vlada Milić, Naknada štete za vozilo parkirano na dozvoljenom mestu, Radno-pravni savetnik, br. 3, Beograd, 2014.
Dr Žarko Anđelković, mr Vlada Milić, Mr Ivan Stanisavljević, Realizacija odluka organa stambene zgrade, Radno-pravni savetnik, br. 4, Beograd, 2014
Autorsku knjigu “Pravni i privredni aspekti lokalne samouprave“, objavljuje 2017. godine. Knjiga je rezultat teorijskog znanja i praktičnog iskustva koje je autor stekao baveći se upravljanjem i održivim razvojem gradske opštine Savski venac. Tema je na koji način funkcionišu i kako se finansiraju lokalne zajednice u Srbiji, sa osvrtom na zakonsku regulativu i načine finansiranja lokalnih zajednica u okruženju, kao i na primere dobre prakse iz sveta.
Knjigu “Istorijski azbučnik Savskog venca”, objavljuje kao koautor sa ćerkom Selenom Milić 2019. godine. Ovo kapitalno delo se bavi istorijskim i kulturnim nasleđem Savskog venca i rezultat je dugogodišnjeg istraživačkog rada. Knjiga sadrži oko 1.000 fotografija, ilustracija, slika, isečaka iz novina; na 900 strana autori razmatraju najvažnije događaje koji su obeležili razvitak centralne beogradske opštine.    

## Spoljašnje veze
- Kanal „Savski venac priče iz prošlosti” na sajtu
- Grupa „Istorijski azbučnik Savskog venca” na sajtu